# 国旗掲揚式 (中国)

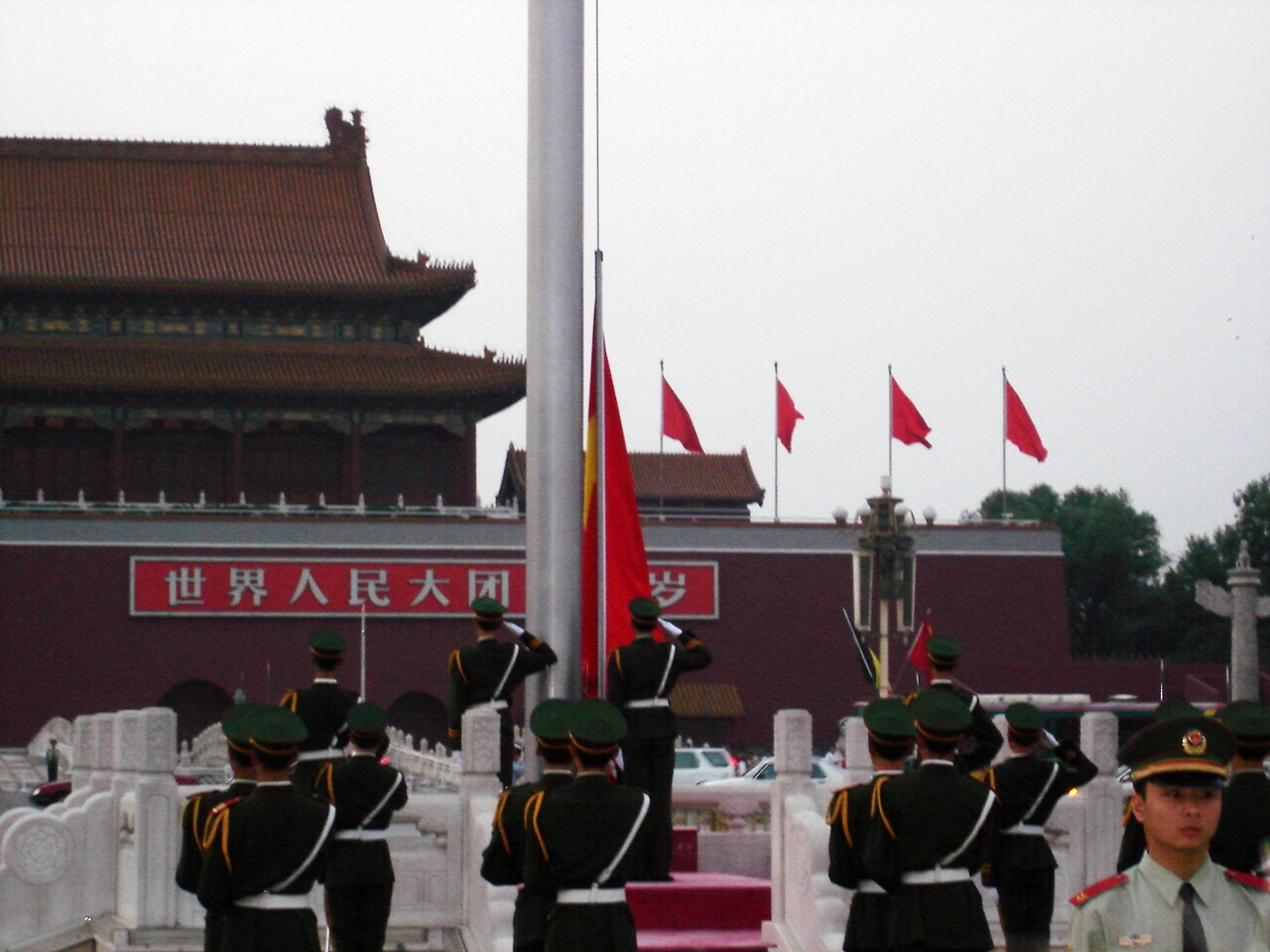
国旗を掲揚する中国人民武装警察部隊の隊員

本項では、中華人民共和国における国旗掲揚式（ちゅうかじんみんきょうわこくにおけるこっきけいようしき、簡体字:升国旗仪式）について解説する。

## 概要
国旗掲揚式（こっきけいようしき）は、毎年1月1日（元旦）と中華人民共和国国慶節である10月1日に天安門広場で行われる。この式典を担う隊員らは国旗護衛隊と呼ばれる。国歌である義勇軍進行曲とともに国旗を掲揚する。国旗が掲揚された後、歌唱祖国が演奏される。